# تیتانیم (ترانه)
تیتانیم آهنگی از دی جی و تهیه کننده موزیک فرانسوی، داوید گتا می‌باشد که سیا با صدای خود او را همراهی کرده است. این آهنگ از پنجمین آلبوم گتا به نام هیچی غیر از بیت است که ترانه آن توسط سیا، گتا، جورجیو تویینفورت و افروجک نوشته شده است. هم چنین گتا همراه با تویینفورت و افروجک این آهنگ را تهیه کرده است. «تیتانیم» دراصل در ۸آگوست ۲۰۱۱ به عنوان اولین ضبط تبلیغاتی آلبوم برای دانلود عرضه شد اما بعد در دسامبر ۲۰۱۱، به عنوان چهارمین آهنگ آلبوم عرضه شد. دراصل قرار بود این آهنگ باصدای هنرمند آمریکایی، مری جی. بلایژ باشد.
«تیتانیم» به سبک هاوس، پاپ و رقص شهری است. متن این آهنگ دربارهٔ قدرت درونی است و ازلحاظ موسیقایی با کار کلدپلی مقایسه شده است. این کار، باخوردهای مثبتی دریافت کرد و گفته شد که یکی از آهنگ‌های برتر آلبوم هیچی غیر از بیت می‌باشد. «تیتانیم» در چندین مارکت بزرگ موسیقی، ازجمله استرالیا، اتریش، دانمارک، فنلاند، فرانسه، آلمان، مجارستان، ایرلند، ایتالیا، هلند، نیوزیلند، نروژ، اسپانیا، سوئد، سوئیس و ایالات متحده جزء ۱۰ آهنگ برتر شد. در بریتانیا، رتبه اول را گرفت و تبدیل به پنجمین تک‌آهنگ شماره یک گتا و اولین تک‌آهنگ شماره یک سیا شد.
نماهنگ «تیتانیم» در ۲۱ دسامبر ۲۰۱۱ منتشر شد ولی گتا یا سیا در آن حضور نداشتند. درعوض، ویدئو روی پسر جوانی (با بازی رایان لی) با قدرت‌های ماورایی تمرکز می‌کند.